# Carlo Zanoletti
Carlo Zanoletti (Vigevano, 26 aprile 1898 – Vigevano, 1981) è stato un pittore italiano.

## Biografia
Durante gli studi frequenta l'istituto Roncalli di Vigevano, per poi venire ammesso all'Accademia di Brera, dove segue le lezioni di Cesare Tallone e Ambrogio Alciati. Si diploma nel 1921 e inizia la sua attività come pittore nella sua città, lasciandola solo occasionalmente per terminare gli studi.
La maggior parte delle prime opere di Zanoletti sono oggi andate perdute: il pittore per primo le considerava un semplice esercizio e, non ritrovandosi più nelle opere giovanili, le vendette sul mercato lombardo. Di queste sono rimasti alcuni autoritratti e ritratti dei familiari, di stile prettamente accademico, alcuni nudi del 1928 e vedute della via nella quale abitava e di quello che era possibile osservare dalla finestra del suo studio. I ritratti presentano uno stile particolare, di tendenza chiarista ma molto personale; a differenza di Tallone, che prediligeva i ritratti dell'aristocrazia, Zanoletti si dedica prevalentemente a amici e parenti, rappresentando il mondo in cui viveva. Sono del 1927 le Case di Periferia e del 1929 le Case, due tra le vedute dipinte dal pittore in quel periodo: appartengono alla corrente del descrittivismo lombardo di quell'epoca. Sempre di quegli anni sono alcune nature morte, tra cui una composizione del 1928. Di quel periodo, specialmente del 1919 e del 1920, sono anche numerosissimi "fogli di esercizi" quali carboncini, schizzi, disegni a matita e a penna, risalenti all'apprendistato e dimostrativi della grande poliedricità dell'artista.
A Parigi, nel 1930, ha modo di conoscere l'impressionismo e il post-impressionismo, di cui si ha traccia nelle sue opere degli anni '30, e di entrare in contatto con la nuova cultura italiana novecentista. Di quel periodo sono Parigi: ponti sulla Senna del 1930 e Siena del 1936. Nel 1933 visita alcune città italiane, quali Siena, Firenze e Roma; nello stesso periodo inizia a dipingere i suoi caratteristici paesaggi sul Ticino, seppure ancora con una visione piuttosto naturalistica. Sempre negli anni '30 del Novecento ha modo di effettuare le sue prime esposizioni, partecipando alle mostre lombarde più importanti e alla Mostra della Bevilacqua la Masa di Venezia.
Negli anni '40 Zanoletti affresca Palazzo Locatelli e dipinge alcuni paesaggi di gusto courbettiano, quali Lago d'Orta del 1943, Bosco del 1946 e Mattino del 1947. Negli anni '50 si dedica ai paesaggi a olio e a pastello, rappresentando vedute di Venezia e Vigevano, con predilezione per le tonalità più delicate.
Tra fine anni '40 e inizio anni '50 inizia a dedicarsi anche alle opere in ceramica e agli smalti su rame. Tra le opere più importanti, la Via Crucis in rame smaltato del 1950 e le Cantorie del 1965, oggi poste all'interno della chiesa della Madonna Pellegrina di Vigevano. Altre opere sono numerosi pannelli decorativi sparsi per la città, fontane, camini, maniglie, stipiti, statuette, vasi, piatti, bassorilievi e vere e proprie sculture.
Nel 1950 Carlo Zanoletti partecipa alla XXV Biennale di Venezia con il dipinto Lavandaie e con Le sarte, dello stesso anno. Rimarrà un episodio isolato. Il pittore riprende la strutturazione triangolare delle figure di Massimo Campigli, ma dà a questa un'applicazione molto meccanica. Trattasi di un nuovo tentativo nella bidimensionalità, simile a quello adottato nella già citata Via Crucis. Più in linea con l'operato di Zanoletti l'Orlatrice del 1949, nel quale fa da padrona la tendenza circolare dovuta al movimento rotatorio della macchina da cucire, rendendola meno rigida.
Degli anni '70 sono alcuni dipinti incentrati sull'essere umano, con soggetti quali bagnanti, barcaioli, pescatori e cavatori di ghiaia.
Parte integrante dell'attività di Zanoletti sono i Ticini e in generale i dipinti della sua città natale, Vigevano. Le opere rappresentanti il Ticino mostrano alla perfezione i cambiamenti durante la vita del pittore: se le prime opere presentano molti dettagli e numerose figure, queste scompaiono gradualmente nelle più recenti, dove il fiume è composto da semplici pennellate di colore. Caratteristica di Zanoletti fu sempre l'estraneità ad una corrente contemporanea, che rendeva unico il suo operato.
Muore nel 1981.